# Handaoia brevipennis
Handaoia brevipennis är en stekelart som beskrevs av André Seyrig 1952. Handaoia brevipennis ingår i släktet Handaoia och familjen brokparasitsteklar. Inga underarter finns listade i Catalogue of Life.